# Kenneth Quiroz
Kenneth Quiroz (29 de noviembre de 1982-3 de abril de 2021) fue un bajista e ingeniero de sonido peruano.

## Biografía
Nació en Perú, el 29 de noviembre de 1982. Estudió Ingeniería de Sonido en el Orson Welles.
Murió la mañana del 3 de abril de 2021
Para los que buscan escuchar una entrevista de Kenneth Quiroz pueden hallar una entrevista que le realizaron en Arsenal del Metalero, blog peruano de difusión de música Metal.

## Carrera musical
Al salir del colegio decidió ser productor musical en el Instituto Tecnológico Orson Welles.
Tocó como bajista para bandas como Serial Asesino, Conflicto Urbano, Ni Voz Ni Voto (2012-2015) y Chabelos.
Fue ingeniero de sonido desde el 2014 en Estudio Lunchbox.
Fue también ingeniero de grabación y sonidista de bandas como Ni Voz Ni Voto, Dmente Común y GAIA.
Fue sonidista de bandas como Inyectores, Armagedon y Epilepsia.

## Discografía
Con Chabelos

### Álbumes de estudio
- 2006: Seko!
- 2009: Nunca seremos músicos
- 2018: Priapismo[7]

### Álbumes recopilatorios
- 2010: Glandes éxitos
- 2020: Chabelos te la tocan

Con Ni Voz Ni Voto

### Álbumes de estudio
- 2012: Rockstar Rebelión[8]
- 2015: Antiamor